# Naomi Klein
Naomi Klein (Montreal, Canadá, 8 de mayo de 1970) es una periodista, escritora y activista canadiense, conocida por su crítica a la globalización y el capitalismo. Es autora de las obras No Logo (2001), Vallas y ventanas (2003), La doctrina del shock (2007), Esto lo cambia todo (2015) y Decir no no basta (2017), además de un gran número de artículos periodísticos y políticos. Asimismo, ha escrito el guion del documental La toma (2004), que narra la toma de una fábrica por sus trabajadores durante el llamado Cacerolazo.[cita requerida]
Klein ha recibido numerosos reconocimientos a lo largo de su carrera, tanto por sus obras como por su activismo en el ámbito medioambiental, entre ellos el Hilary Weston Writers' Trust Prize for Nonfiction y el Sydney Peace Prize.[cita requerida]

## Entorno familiar
Naomi Klein nació en Montreal, Quebec, y se crio en el seno de una familia judía pacifista. En 1967, sus padres, partidarios del movimiento hippie, se vieron obligados a mudarse desde Estados Unidos a Montreal  por su oposición a la guerra de Vietnam. Su madre, Bonnie Sherr Klein, realizadora de documentales, es conocida por su largometraje antipornográfico Not a Love Story ; su padre, Michael Klein, es médico y miembro de Physicians for Social Responsibility; y su hermano, Seth Klein, es director de la oficina en la Columbia Británica  del Canadian Centre for Policy Alternatives.[cita requerida]
Antes de la Segunda Guerra Mundial, los abuelos paternos de Naomi Klein fueron simpatizantes del Partido Comunista. Sin embargo, después de la firma del Pacto Molotov-Ribbentrop, en 1939, fueron alejándose cada vez más de la ideología comunista, que acabaron por abandonar definitivamente años después. En 1942, su abuelo Phil Klein, dibujante de Disney, fue despedido tras una huelga de los animadores de esa industria, y comenzó a trabajar en un astillero. El padre de Klein creció en un entorno donde proliferaban ideas como «justicia social» e «igualdad racial», pero admitía que era «difícil y aterrador ser hijo de comunistas», llamados «bebés de pañal rojo».[cita requerida]
El esposo de Klein, Avi Lewis, trabaja como periodista de TV y realizador de documentales. Sus padres son la escritora y activista Michele Landsberg y el político y diplomático Stephen Lewis. El abuelo de Avi Lewis, David Lewis, fue uno de los fundadores del New Democratic Party canadiense,  y su bisabuelo, Moishe Lewis, activista laboral judío del movimiento bundista. La pareja Lewis-Klein tiene un hijo, Toma, que nació el 13 de junio de 2012.

## Primeros años
Durante su infancia y adolescencia, Klein consideraba «muy opresivo tener una madre feminista muy activa», por lo que rechazó la política y se volcó en el consumismo. Klein pasó mucho tiempo en centros comerciales, obsesionada con la ropa de diseño. 
Dos acontecimientos la impulsaron a cambiar de actitud. El primero fue el infarto que sufrió su madre, Bonnie, cuando Klein tenía 17 años y estaba preparándose para ir a la Universidad de Toronto para estudiar filosofía y literatura. Junto con su hermano y su padre, Klein se hizo cargo de Bonnie mientras esta se recuperaba en el hospital, y para ello tuvo que aparcar sus estudios durante un año. El segundo acontecimiento fue la masacre de la Escuela Politécnica de Montreal, que tuvo lugar mientras Naomi Klein cursaba su primer año en la Universidad de Toronto. Este ataque a las estudiantes de ingeniería hizo que se volcara en el feminismo. 
Sus primeros pasos como escritora los dio en The Varsity , la revista de la Universidad de Toronto, donde colaboró como redactora jefe. Dejó la carrera al acabar el tercer año para trabajar en el The Globe and Mail, seguido de un trabajo editorial en This Magazine. En 1995 retomó sus estudios universitarios, y, finalmente, se graduó después de realizar unas prácticas extracurriculares como periodista.

## Trabajos

### No Logo
En el año 2000, Klein publicaba el libro No Logo; para muchos, el manifiesto de los movimientos contra la globalización de las corporaciones privadas. En No Logo, Klein ataca las estrategias de grandes empresas, que incitan la cultura de masas a través de las marcas. También acusa a algunas de esas empresas de explotar a trabajadores del tercer mundo por obtener mayores beneficios. Las acusaciones de Klein a la Corporación Nike fueron tan duras que la empresa publicó una respuesta detallada al respecto. No Logo se convirtió en un best seller internacional que vendió más de un millón de copias y se tradujo a más de 28 idiomas.

### Vallas y Ventanas
En 2002, Klein escribió Vallas y Ventanas (Fences and Windows), publicado en España bajo el título Vallas y ventanas: despachos desde las trincheras del debate sobre la globalización. Se trata de una recopilación de los artículos y discursos que escribió como representante del movimiento antiglobalización. Los beneficios obtenidos con el libro se reparten entre distintas organizaciones activistas por medio de la asociación The Fences and Windows Fund.

### La Toma
En 2004, Naomi Klein y su esposo, Avi Lewis, estrenaron una película documental llamada La toma (The Take), la historia de los trabajadores de una fábrica argentina que reclaman una antigua nave industrial para convertirla en una cooperativa. La primera proyección del documental se hizo en Kennedy Road, una barriada de Durban, Sudáfrica, cuna del movimiento Abahlali baseMjondolo. 

### La doctrina del shock
El 4 de septiembre de 2007 se publicó el tercer libro de Naomi Klein: La doctrina del shock (The Shock Doctrine: The Rise of Disaster Capitalism). Fue un superventas del New York Times y se tradujo a 28 idiomas. El libro sostiene que ciertas políticas de libre mercado, entre ellas las del Premio Nobel Milton Friedman y la Escuela de Economía de Chicago, se impusieron en momentos en los que un desastre impedía la participación ciudadana. Tales serían los casos de la privatización de la Orleans Parish School Board después del huracán Katrina o la de la economía iraquí durante la Autoridad Provisional de la Coalición. 
La tesis de la obra defiende lo siguiente: cuando una sociedad es víctima de algún gran desastre, ya sea de origen económico, político, militar o natural, se busca dar respuesta al problema de manera rápida y eficaz. Sin embargo, este modo de actuar es una oportunidad para quienes buscan implementar políticas impopulares que distan mucho de ser una solución ante la tragedia. Naomi Klein afirma que cuando se prioriza la inmediatez de la respuesta a su análisis profundo, el resultado es la imposición de políticas indeseadas y ajenas al problema; sostiene, incluso, que algunos de estos shocks se fomentan o son premeditados. Klein considera la «doctrina del shock» la última de las fases de «creación destructiva» del capitalismo, concepto ideado por el economista Joseph Schumpeter. 
En el año 2009 se estrenó, en el Festival Internacional de Cine de Berlín la película documental La doctrina del shock, basada en el libro de Naomi Klein. Este largometraje se ha proyectado también en festivales de cine como el de San Sebastián o Río de Janeiro, y está disponible en la plataforma Youtube.
La doctrina del shock repercutió notablemente en la importancia de Naomi Klein. El The New Yorker la considera «la figura más destacable e influyente de la izquierda americana; lo que Howard Zinn y Noam Chomsky eran hace 30 años». El 24 de febrero de 2009, Naomi Klein recibió el premio Warwick Prize for Writing en su primera edición, concedido por la Universidad de Warwick, Inglaterra.

### Esto lo cambia todo: El capitalismo contra el clima
El cuarto libro de Naomi Klein Esto lo cambia todo. El capitalismo contra el clima (This Changes Everything: Capitalism vs. the Climate) se publicó en septiembre de 2014. En este libro denuncia que la hegemonía del fundamentalismo neoliberal de mercado impide cualquier reforma seria para frenar el cambio climático y proteger el medio ambiente. Esto lo cambia todo ganó la edición de 2014 del premio Hilary Weston Writers' Trust Prize for Nonfiction, y recibió una nominación en la edición de 2015 del certamen Shaughnessy Cohen Prize for Political Writing.

### Decir NO no basta: Contra las nuevas políticas del shock por el mundo que queremos
El último libro de Naomi Klein ha visto la luz en el año 2017. Cabe destacar que algunas de sus ediciones estadounidenses se publicaron con el subtítulo de Resisting Trump's Shock Politics and Winning the World We Need,  mientras que en España se ha optado por eliminar la figura del presidente Trump. Esta obra refuerza las ideas ya mencionadas en La doctrina del shock, añadiendo además ejemplos contemporáneos.[cita requerida]

### La Batalla Por el Paraíso: Puerto Rico y el Capitalismo Del Desastre
La Batalla Por el Paraíso: Puerto Rico y el Capitalismo Del Desastre se publicó en junio de 2018 como libro de bolsillo y libro electrónico. Klein aplica principios esbozados en su libro La doctrina del shock (The Shock Doctrine) para describir el manejo de Puerto Rico en el contexto post- Huracán María. Las principales críticas de Klein se centran en la dirección que ha tomado el gobierno de Puerto Rico en términos de sus esfuerzos de recuperación tras el Huracán María. Criticó a los funcionarios del gobierno, como el gobernador Ricardo Rosselló, que dieron prioridad a los intereses de la inversión extranjera mientras los puertorriqueños tenían que valerse por sí mismos o marcharse a Estados Unidos.

## Críticas a la guerra de Irak
Naomi Klein ha escrito artículos sobre temas de actualidad, entre ellos la guerra de Irak. En septiembre de 2004 escribió el artículo Baghdad Year Zero para la revista Harper's Magazine. En él sostiene que, contrario a la creencia popular, la administración Bush sí que tenía un plan previsto para el momento posterior a la invasión de Irak: el establecimiento de una economía de libre mercado. Klein también describe los planes que permitieron el saqueo de Irak, y los métodos usados para llevarlos a cabo. Este artículo sirvió de inspiración para la película War, Inc. (conocida en castellano como Negocios de guerra), estrenada en 2008.
En agosto de 2004, el seminario The Nation publicó el artículo Bring Najaf to New York, en el que Klein exige la apertura de un debate sobre la invasión de la ciudad de Náyaf, Irak. La escritora detalla la acción del ejército estadounidense contra la el ejército de al-Mahdi, milicia liderada por el clérigo Muqtada al-Sadr. En su artículo, Klein defiende que, aunque Sadr quisiera convertir Irak en una teocracia como la de Irán, sus peticiones en el momento de la invasión eran la convocatoria de elecciones y el fin de la ocupación. Marc Cooper Cooper, un editor colaborador de The Nation, escribió a su vez una respuesta a este artículo, en el que se mostró en contra de varias afirmaciones de Klein. Cooper apuntó que Klein debería tener en cuenta que todos los enemigos a la ocupación de Estados Unidos, a la que ella se opone, no son ni sus amigos, ni amigos de los estadounidenses, ni de los propios iraquíes. Cooper añadió que no creía que el mulá al-Sadr deseara apoyo por parte de una judía laica feminista socialista.

## Críticas a las políticas de Israel
En marzo de 2008, Klein fue la primera oradora durante la conferencia nacional de la Alliance of Concerned Jewish Canadians.
En enero de 2009, durante el conflicto en Gaza, Klein mostró su apoyo al Boicot, Desinversiones y Sanciones (BDS) una campaña contra la vulneración de derechos humanos de Israel, argumentando que «la mejor manera para acabar con la sangrienta ocupación es convertir Israel en objetivo de un movimiento como el que dio fin al racismo en Sudáfrica».
En el verano de 2009, con motivo de la publicación de la traducción al hebreo de La doctrina del shock, Klein visitó Israel, el West Bank, y Gaza, uniendo la promoción de su libro y la campaña BDS. En una entrevista al periódico Israelí Ha'aretz (La Tierra) enfatizaba que lo importante para ella era "no boicotear a los israelitas sino más bien a boicotear la Normalización de Israel y el Conflicto."
En una conferencia en Ramallah el 27 de junio, se disculpó con los Palestinos por no compartir la campaña BDS con anterioridad.
Ha destacado principalmente que "[Algunos Judíos] siempre piensan nosotros tenemos una tarjeta-libre-para-ser-genocidas" siendo caracterizada por un columnista opuesto a la página editorial del Jerusalem Post como "violenta" y "antiética", y como la "más grande y pervertida de las visiones del pueblo judío, un anticuado estereotipo del judío malvado y malicioso."
Klein fue una de las conferenciantes en las protestas en contra del centro de atención en Tel Aviv en el 2009 Toronto International Film Festival, una "luz" que Klein dijo que era un retrato muy selectivo y engañoso de Israel.

## Medioambientalismo
En el inicio de la segunda década del siglo XXI Naomi Klein ha centrado su atención en el medioambientalismo, particularmente en el cambio climático. sobre el cual ha escrito el libro This Changes Everything (2014). De acuerdo a su página web, el libro y la nueva película (publicada en 2015) tratan acerca de "cómo la crisis del clima puede impulsar la transformación económica y política." Klein está embarcada con los directores en la campaña 350.org y está tomando parte en su 'Do the Mat' tour (Gira “Saca las Cuentas), alentando un movimiento por la diversidad.
Ha fomentado el movimiento Occupy para unir fuerzas con el movimiento medioambiental, diciendo que la crisis financiera y la crisis climática tienen la misma raíz: la desenfrenada avaricia corporativa.
Dio un discurso a Occupy Wall Street (Ocupa Wall Street) donde describió al mundo ‘upside down’(patas arriba//cabeza abajo), donde actuamos como si ‘no hubiera fin para lo que realmente está acabado — los combustibles fósiles y el espacio atmosférico que absorbe sus emisiones’, y como si hubiera ‘límites a lo que es realmente abundante — los recursos financieros para construir el tipo de sociedad que necesitamos.
Klein está siendo una portavoz particularmente crítica con la extracción de las Arenas de alquitrán de Athabasca, en la región de Alberta (Canadá), describiéndola en el programa TED talk como una forma de ‘descueramiento terrestre’. El 2 de septiembre de 2011 asistió a la protesta en contra de la empresa de tuberías Keystone XL fuera de la Casa Blanca y fue arrestada. Klein celebró la decisión de Obama de posponer la decisión hasta 2013 de la propuesta del gasoducto Keystone XL dependiendo de una nueva revisión medioambiental como una victoria del movimiento madioambientalista.
En el 2009 participó en la Cumbre del Clima de Copenhague de 2009. Culpando directamente por el fracaso de Copenhague al presidente Barack Obama y describió a su propio país, Canadá, como un ‘criminal climático'.
Fue la presentadora que entregó el Angry Mermaid Award (un premio tristemente satírico diseñado para reconocer y repudiar a las Corporaciones con el mejor sabotaje a las negociaciones climáticas.
Escribiendo en el paso del huracán Sandy advertía que la crisis climática constituía una gran oportunidad para el desastre capitalista y las corporaciones que buscan sacar provecho de la crisis. Pero igualmente, la crisis climática 'puede ser un momento histórico para marcar el comienzo en la próxima gran etapa de cambio progresivo', o la llamada 'People's Shock' ("El Shock del Pueblo").

## Otras actividades

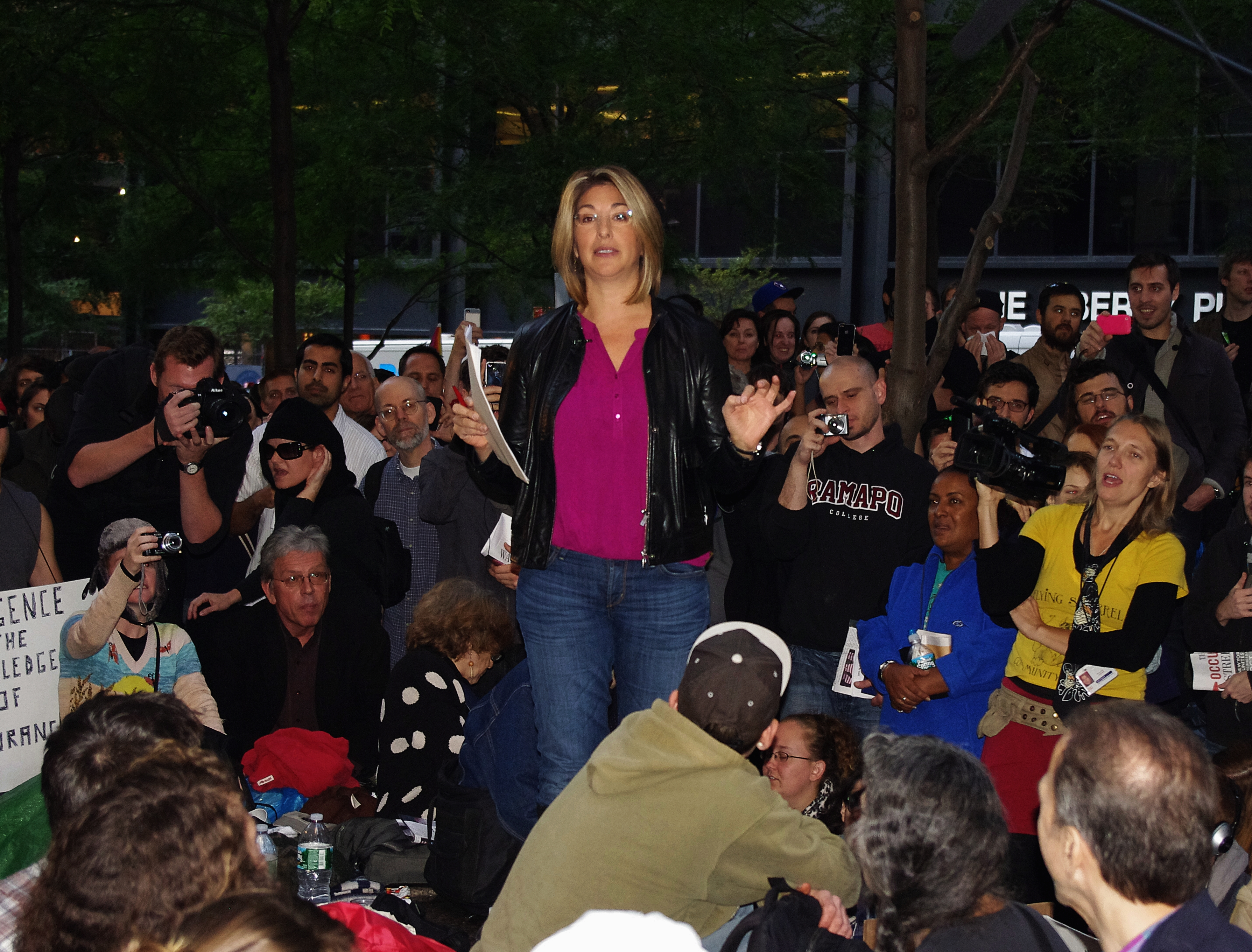
Klein dando una charla ante el movimiento Occupy Wall Street, en 2011.

Naomi Klein escribe artículos para The Nation, In These Times, The Globe and Mail, This Magazine, Harper's Magazine, y The Guardian.
Brindó numerosas conferencias en universidades de todo el mundo. Destacan su conferencia en la Universidad de Harvard, denominada 'El capitalismo contra el clima' y la prestigiosa Ralph Miliband Lecture en la London School of Economics, donde fue invitada por su trabajo como periodista e influyente escritora del movimiento antiglobalización.
En 2004, junto a intelectuales como Tariq Ali, Gabriel García Márquez y Noam Chomsky apoyó abiertamente a Hugo Chávez en las elecciones de Venezuela.
Naomi Klein fue clasificada como una de las intelectuales más importantes del mundo en 2005, según Prospect magazine y Foreign Policy.
Klein estuvo involucrada en una protesta que condenaba la acción de la policía durante la reunión del G20 en Toronto, Ontario. Dijo que la marcha buscaba la liberación de los protestantes, esto, frente a los cuarteles generales de la policía el 28 de junio de 2010.
En mayo de 2011, Klein recibió el Grado Honorario de la Saint Thomas University.
El 6 de octubre de 2011, visitó Occupy Wall Street y dijo en el discurso al movimiento protestante que era "la cosa más importante del mundo".
El 10 de noviembre de 2011, participó en un panel de discusión sobre el futuro de Occupy Wall Street con otros cuatro panelistas, incluyendo a Michael Moore, William Greider, y Rinku Sen, en el cual ella hizo hincapié la naturaleza crucial del movimiento en evolución.

## Obras

### Libros y contribuciones
- Klein, Naomi (diciembre de 1999). No Logo. Knopf Canada and Picador. ISBN 0-312-42143-5.
- — (octubre de 2002). Fences and Windows: Dispatches from the Front Lines of the Globalization Debate. Vintage Canada and Picador. ISBN 0-312-42143-5. OCLC 50681860.
- — (octubre de 2003). "Rescuing Private Lynch, Forgetting Rachel Corrie". In Kushner, Tony; Solomon, Alisa. Wrestling with Zion: Progressive Jewish-American Responses to the Israeli-Palestinian Conflict. New York City: Grove Press. pp. 69–71. ISBN 978-0-8021-4015-9.
- — (2007). La doctrina del shock. Knopf Canada. ISBN 978-0-676-97800-1. OCLC 74556458.
- — (17 de noviembre de 2009). "Capitalism, Sarah Palin–Style". In Kim, Richard; Reed, Betsy. Going Rouge: Sarah Palin, An American Nightmare. OR Books. ISBN 978-0-9842950-0-5.[46]
- — (2015). Esto lo cambia todo. El capitalismo contra el clima. ISBN 9788449331022
- — (2017). Decir no no basta. ISBN 9781608468904
- — (2018). La Batalla por el Paraíso: Puerto Rico y el Capitalismo del Desastre.
- — (2024). Doppelganger: un viaje al mundo del espejo.

### Artículos
- Klein, Naomi (septiembre de 2004). "Baghdad year zero: Pillaging Iraq in pursuit of a neocon utopia". Harper's Magazine (New York City): 43–53. ISSN 0017-789X.
- — (28 de noviembre de 2011). "Capitalism vs. the Climate: What the right gets — and the left doesn't — about the revolutionary power of climate change". The Nation (New York City).ISSN 0027-8378.

### Filmografía
- The Corporation (entrevista)
- The Take
- The Shock Doctrine

### Títulos publicados en castellano
- No Logo: El poder de las marcas, Ediciones Paidós, 2002. ISBN 978-84-493-1248-9
- Vallas y Ventanas: Despachos desde las trincheras del debate sobre la globalización, Ediciones, Paidós, 2002. ISBN 84-493-1328-7
- La doctrina del shock: El auge del capitalismo del desastre, Ediciones Paidós, 2007. ISBN 978-84-493-2041-5
- Esto lo cambia todo: El capitalismo contra el clima, Ediciones Paidós, 2015. ISBN 978-84-493-3102-2
- Decir no, no basta, Ediciones Paidós, 2017. ISBN 978-84-493-3392-7
- La batalla por el paraíso, Ediciones Paidós, 2019. ISBN 978-84-493-3538-9
- Doppelganger. Un viaje al mundo del espejo, Ediciones Paidós, 2024. ISBN 978-8449341892